# Berliner Schule (Film)
Berliner Schule ist die Bezeichnung für eine Stilrichtung im deutschen Film, die Mitte der 1990er-Jahre entstanden ist.

## Begriff
Bereits in den 1970er-Jahren wurde von der Berliner Schule gesprochen, damals in Bezug auf den sogenannten Arbeiterfilm. Dieser Artikel behandelt jedoch die Berliner Schule der 1990er- und 2000er-Jahre, die sich auf den Neuen Deutschen Film bzw. Autorenfilm der 1960er- und 1970er-Jahre bezieht.
Die Urheberfrage des Begriffs Berliner Schule ist bisher ungeklärt. Filmjournalisten wie Rüdiger Suchsland oder Hans Helmut Prinzler haben allerdings darauf verwiesen, dass der Begriff im September 2001 erstmals von Merten Worthmann in einer Zeit-Rezension zu Angela Schanelecs Film Mein langsames Leben verwendet worden sei.
Zu der losen Gruppe an Filmemachern zählt man in erster Generation Christian Petzold, Thomas Arslan und Angela Schanelec, die sich auf der Deutschen Film- und Fernsehakademie Berlin (dffb) kennengelernt haben. Seit Anfang der 1990er-Jahre begeistern sie die deutsche Filmkritik mit Werken in der Ästhetik der Berliner Schule.
Im Jahr 2003 lief der Film Milchwald von Christoph Hochhäusler auf der Berlinale. Im folgenden Jahr war der Film Marseille von Angela Schanelec bei den Internationalen Filmfestspielen in Cannes zu sehen. Beide und andere deutsche Filme ähnlicher Machart stießen bei französischen Filmkritikern auf Resonanz, die sich in Rezensionen in Cahiers du cinéma und Le Monde niederschlug. Die französischen Journalisten bezeichnen diesen Trend als „Nouvelle Vague Allemande“, die deutsche Presse entschied sich für „Berliner Schule“. Nach Ansicht von Cathy Rohnke funktioniere dieser Begriff als „Marketing-Label“, nicht als inhaltliche Beschreibung. Die darunter eingeordneten Filme seien sehr unterschiedlich und variationsreich, und die Filmästhetik sei kein ausschließliches Berliner Phänomen.
Aktuell ordnet man vor allem auch die Werke von Christoph Hochhäusler (Milchwald und Falscher Bekenner) Benjamin Heisenberg (Schläfer), Maren Ade, Henner Winckler (Klassenfahrt) und Valeska Grisebach (Mein Stern) in die Berliner Schule ein. Obschon Hochhäusler, Heisenberg und Ade Absolventen der Hochschule für Fernsehen und Film in München sind, wird an der Bezeichnung „Berliner Schule“ festgehalten. In ihrer Gesamtheit spiegeln die Regisseure die gesamte Bandbreite der deutschen Filmschulen wider, einige wurden auch im Ausland ausgebildet, einige arbeiten eng zusammen, andere kennen sich untereinander nicht oder lehnen gar Kollektivismus ab.
Weitere Regisseure, die der Berliner Schule zugeordnet werden, sind unter anderem Elke Hauck, Ulrich Köhler, Jan Krüger, Hannes Lang, Matthias Luthardt, Pia Marais, Timo Müller, Ayşe Polat, Jan Schomburg, Maria Speth, Isabelle Stever und Sören Voigt. Für die jüngeren Regisseure der Berliner Schule sind Christian Petzold, Thomas Arslan und Angela Schanelec Vorbilder.

## Merkmale
Mit der Berliner Schule hat sich jenseits des Mainstream-Kinos eine Gruppe von jungen deutschen Filmemachern etabliert. Bei einem ausgeprägten Stilwillen geht es ihnen weniger darum, spektakuläre Geschichte zu erzählen, sondern es werden eher alltägliche, aus eigener Erfahrung gespeiste Szenarien erforscht. Die Hintergründe der in den Filmen dargestellten Figuren werden meistens nur angedeutet, nicht aber ausführlich beschrieben. Die Menschen sind häufig auf der Flucht, ohne aber neue Horizonte oder besseres Leben erreichen zu können. Die Filme der Berliner Schule spielen an anonymen Nicht-Orten und zersiedelten, heruntergekommenen Landschaften oder Stadtquartieren. Im Unterschied zum sozialkritischen Neuen Deutschen Film der 1970er-Jahre werden keinerlei Alternativen zum gegenwärtigen Gesellschaftssystem angeboten. Die depressive Stimmung vieler dieser Filme reflektiert letztendlich auch die zunehmende soziale Unsicherheit und die Absturzängste der intellektuellen Mittelklasse, aus der diese jungen Filmemacher stammen.
Motor der Geschichten ist oft die Verzweiflung der Protagonisten beim Kampf um ihr persönliches Glück. Das häufig offene Ende überlässt den Zuschauern, ob sich die Sehnsucht der Figuren erfüllt, manchmal gibt es jedoch ein bitteres Ende. Entscheidende Themen der Gesellschaft werden auf Gefühle und Motive von Individuen heruntergebrochen bzw. am Mikrokosmos der Familie oder der Zweierbeziehung abgehandelt. Für die dort stattfindenden Katastrophen gibt es selten Erlösung.
Ein verbindendes Merkmal der Berliner Schule ist die narrative visuelle Ästhetik, die von stilprägenden Kameramännern und -frauen verantwortet wird, wie Jürgen Jürges, Hans Fromm, Reinhold Vorschneider, Nikolai von Graevenitz, Bernhard Keller, Bernadette Paaßen und Patrick Orth sowie Filmeditorinnen wie Bettina Böhler. Eine Stilistik der Kargheit (lange Kameraeinstellungen, wenige Schnitte, reduzierte Dialoge und ausgedehntes Schweigen sowie sparsam eingesetzte musikalische Untermalung) fokussiert die Zuschaueraufmerksamkeit auf die Charakteristika der Filmfiguren. Die Geschehnisse laufen oft in gefühlter Echtzeit ab, was mitunter an die Qualität von Dokumentarfilmen erinnert. Die Zuschauer können sich dabei voyeurhaft oder uneingeladen fühlen.

## Diskurs
Das publizistische Sprachrohr der Regisseure der Berliner Schule ist die zweimal jährlich erscheinende Zeitschrift Revolver, in der sich der Diskurs der Filmemacher entwickelt und abbildet. Herausgegeben wird sie von Jens Börner, Benjamin Heisenberg, Christoph Hochhäusler, Franz Müller, Nicolas Wackerbarth und Saskia Walker. Aus diesem Zusammenhang heraus werden Veranstaltungen wie Filmaufführungen und Diskussionen organisiert. Erfahrene internationale Regisseure und junge deutsche Regisseure werden vorgestellt und in den Diskurs einbezogen. So wurde z. B. im Januar 2012 der amerikanische Mumblecore-Regisseur Andrew Bujalski zu einem Workshop und Panel nach Berlin eingeladen. Eine neue Generation zukünftiger Regisseure ist von der Revolver-Redaktion im Mai 2012 vorgestellt worden: Jessica Krummacher (Totem), Hannes Lang (Peak – Über allen Gipfeln), Max Linz (Das Oberhausener Gefühl) und Timo Müller (Morscholz).
Mittlerweile ist ein Sammelband mit Aufsätzen von Revolver-Autoren erschienen, der den Diskurs um Kino mitbestimmt: Kino muss gefährlich sein. Revolver Filmbuch. Das Beste aus 14 Ausgaben Revolver. 40 Texte und Interviews zum Film.
Neben Veröffentlichungen in Zeitschriften und Magazinen, wurden auch Bücher publiziert, die sich neben den Regisseuren der Berliner Schule und den Merkmalen ihrer Filme, auch der Weiterentwicklung eines deutschen Filmstils widmen, der sich in den 1990er-Jahren etabliert und bis heute weiterentwickelt hat.
In seinem Buch „The Counter-Cinema of the Berlin School“ (2013), setzt sich der Autor und Filmwissenschaftler Marco Abel mit den jüngsten Entwicklungen des Deutschen Kinos und den Einflüssen der Berliner Schule in ihrer Gesamtheit auseinander. Ihr Begriff sei zu Anfang von Kritikern geprägt worden, die in erster Linie eine Gruppe junger Filmemacher der Deutschen Film- und Fernsehakademie Berlin beschreiben sollten. Inzwischen hat sich die Berliner Schule als Filmrichtung auf ein breiteres Spektrum von Regisseuren ausgeweitet, deren Stil wiederum den Stil der ursprünglichen Mitglieder der Berliner Schule widerspiegelt. Die Struktur des Buches greift die konventionelle Aufteilung der Berliner Schule in zwei Wellen auf. Die „Erste Welle“ mit Thomas Arslan, Christian Petzold und Angela Schanelec sowie die „Zweite Welle“ mit Christoph Hochhäusler, Benjamin Heisenberg, Valeska Grisebach, Maren Ade und Ulrich Köhler. Obwohl ihre Filme alle in Deutschland spielen und sich mit zeitgenössischen Themen in Deutschland beschäftigen, haben die Filme insgesamt weder auf nationaler noch auf internationaler Ebene kommerziellen Erfolg gehabt. Diesem Phänomen und der damit verbundenen Unterordnung der Filmemacher soll hier durch Aufmerksamkeit entgegengewirkt werden. Filme, die bisher im Allgemeinen ignoriert wurden, sollen als solche gekennzeichnet und dem populäreren deutschen Kino entgegengestellt werden.
In seiner Studie untersucht Marco Abel Gemeinsamkeiten dieser Generationen von Filmemachern und was ihre Filme vom Mainstream des nationalen Deutschen Kinos unterscheidet. Dabei geht es nicht um die Bedeutung von Produktion oder Rezeption, sondern um eine symbolische Idee Deutschlands und die Konzeption der Berliner Schule als ein mögliches „Gegenkino“ (Counter Cinema). Abel verwendet dazu Gilles Deleuze und Félix Guattaris Idee der „Minderheit“ (Minor), um zu erklären, wie die Filme der Berliner Schule die Wirklichkeit darstellen – und zwar so, dass die Zuschauer sich weder mit den Filmen identifizieren müssen, noch sich von ihnen entfremden lassen. Dadurch ließe sich eine Wirklichkeitserfahrung intensivieren und die Darstellung des jeweiligen Themas vertiefen.
Abel erkennt einen Trend, der sich nicht ausschließlich auf filmische Techniken beschränkt und sich stattdessen in gemeinsamen Themen wiederfinden lässt. Dabei untersucht er, wie jeder dieser Filmemacher an diesem Trend teilnimmt und so etwas schafft, das dem Gegenkino zuzuordnen ist. Zu den Themen gehören unter anderem die Frage nach Deutschland und der Zeit an sich, insbesondere der Begriff des „zukünftigen Perfekten“ und das Konzept der „Utopie“ oder des „Nirgendwo“, das im Hier und Jetzt verwurzelt ist.
Im Vergleich zum Neuen Deutschen Kino der 1970er und 1980er Jahre, verfolge die Berliner Schule andere Ziele und Wünsche. So sahen sich, nach Abel, die Protagonistinnen und Protagonisten des Neuen Deutschen Films darin bestärkt, an der Entstehung eines neuen nationalen Kinos mitzuwirken, das Deutschland tendenziell in einer fortschrittlichen Weise repräsentieren sollte. Das Neue Deutsche Kino sei demnach darum bemüht, ein „besseres Deutschland“ zu präsentieren. Die Berliner Schule hingegen weigert sich, Deutschland auf einer vor-konstituierten historischen Ebene einzubeziehen. Sie lädt den Zuschauer dazu ein, den Einsatz der dominierenden deutschen Erzählungen zu hinterfragen. Im Fokus steht hier der Akt der so genannten Wiedervereinigung, der die Wiederherstellung eines deutschen Staates, einer deutschen Nation und eines deutschen Volkes ermöglicht hat. Erzählungen, die die Regisseure gerade dadurch in Frage stellen, indem sie ihre Begriffe gänzlich ignorieren, um sich nicht von ihnen gefangen nehmen zu lassen. Dadurch ließen sich stattdessen grundsätzlichere Fragen eröffnen, wie die nach dem „Nationalen“. Die Berliner Schule will Deutschland als etwas begreifen, das noch nicht „ist“ und sein Volk als noch fehlend, bestenfalls als kommend, hinstellen.
Zusammengefasst sei die Berliner Schule einer Bewegung des Gegenkinos zuzuordnen, weil sie nicht klar in zuvor definierte filmische Kategorien einzuordnen ist – sie sei weder transnational noch progressiv, weder dem Heimat- noch dem klassischen Autorenkino zuzuordnen, ebenso nicht dem nationalen Kino. Stattdessen neige sie dazu, die etablierten Grenzen dieser Kategorien aufzubrechen und nehme, darüber hinaus, am „utopischen Kampf“ um die Benennung Deutschlands teil. Die Regisseure der Berliner Schule schmieden somit „ein 'kleines' Kino, das sich bei der Arbeit an seiner Gegenwart explizit seinen Begriffen verweigert, in der (utopischen) Hoffnung [...] auf neue Zeiten, die erst noch kommen werden.“ Die Berliner Schule stellt sich demnach ein Deutschland in einer zukünftigen, vollkommenen Zeitform vor und hegt eine Art Nostalgie für das, was gewesen sein wird, aber noch nicht ist. Marco Abel beschreibt die Essenz der Berliner Schule als ein abstraktes Gefühl, das bei den Zuschauern ausgelöst wird, als etwas Unsichtbares, durch das eine neue Darstellung von Gegenwart gelingt. Sie stellt eine Gegenwart dar, die keinem Rückgriff auf eine Vergangenheit bedarf. In dieser andersartigen Wiedergabe der Gegenwart besteht auch der politische Aspekt der Berliner Schule.

## Rezeption
- Die amerikanische Filmemacherin Miranda July bezieht sich positiv auf die Regisseurin Maren Ade.[11]
- „Einbruch der Wirklichkeit in den deutschen Film“ – (Christoph Hochhäusler über Bungalow von Ulrich Köhler)[4]
- Der Filmemacher Dietrich Brüggemann äußerte sich 2013 in seinem Blog abwertend zur Arbeit der Berliner Schule: „Gekünstelte Dialoge. Reglose Gesichter. Ausführliche Rückenansichten von Leuten. Zäh zerdehnte Zeit. Willkommen in der Welt des künstlerisch hochwertigen Kinos, willkommen in einer Welt aus quälender Langeweile und bohrender Pein.“[12]
- Georg Seeßlen: „Ich riskiere ein großes Wort: Die Filme der "Berliner Schule" versuchen, den Kapitalismus darzustellen. Als Lebensraum und als Lebenszeit von Menschen, die nicht in ihm aufgehen und ihn nicht erfüllen. Und als Raum und Zeit von Gespenstern. Den unerledigten Aufgaben, der ungelösten Schuld. Den Kapitalismus darstellen, obwohl das in unseren Erzählmaschinen eigentlich verboten ist – oder in gewisser Weise unmöglich – ist nicht leicht. Und es geht nicht ohne eine sehr eigene Art von Transzendenz: Was zu den Filmen der "Berliner Schule" gehört, das ist, dass sie auf eine Weise auch sehr, sehr schön sind.“[13]

## Dokumentarfilm
- Die Berliner Nouvelle Vague. Dokumentarfilm, Deutschland, 2016, 51:35 Min., Buch und Regie: André Hörmann und Nadya Luer, Produktion: telekult, rbb, arte, Erstsendung: 11. Januar 2017 bei arte, Inhaltsangabe von ARD.